# S-45 (Explorer)
Explorer S-45 und S-45a waren Bezeichnungen von zwei fehlgeschlagene Satelliten-Missionen der NASA, die dem Explorer-Programm angehörten. Beide Raumfahrzeuge sollten der Erforschung der Ionosphäre dienen.

## Starts
S-45 wurde am 25. Februar 1961 mit einer Juno-II-Trägerrakete gestartet. Eine Störung nach der Stufentrennung der zweiten Stufe führte zum Verlust der Nutzlast-Telemetrie, was dazu führte, dass die dritte und vierte Stufe nicht gezündet werden konnten. Der Satellit erreichte die Umlaufbahn nicht und erhielt so auch keine Explorer-Bezeichnung. Wenn die Mission erfolgreich gewesen wäre, hätte der Satellit die Bezeichnung Explorer-10 erhalten.
S-45A wurde als Ersatz-Satellit für den verlorengegangenen S-45 gebaut. Er wurde am 24. Mai 1961 ebenfalls mit einer Juno-2-Rakete gestartet. Das Zündsystem der zweiten Stufe versagte und das Raumfahrzeug stürzte ab. Dies war der letzte Flug der Juno-II.
Nach diesen zwei Fehlschlägen wurde kein weiterer Explorer-Satellit des Typs S-45 gebaut.